# بروكس بنيديكت
بروكس بنيديكت (بالإنجليزية: Brooks Benedict)‏ مواليد 6 فبراير 1896 في نيويورك، نيويورك، الولايات المتحدة - الوفاة 1 يناير 1968 في هيوستن، الولايات المتحدة، هو ممثل أمريكي بدأ مسيرته الفنية سنة 1923. امتدت مسيرته الفنية لأكثر من 35 عاما. من أعماله فيلم الطالب الجديد

## روابط خارجية
- بروكس بنيديكت على موقع IMDb (الإنجليزية)
- بروكس بنيديكت على موقع ألو سيني (الفرنسية)
- بروكس بنيديكت على موقع أول موفي (الإنجليزية)
- بروكس بنيديكت على موقع قاعدة بيانات الأفلام السويدية (السويدية)
- بروكس بنيديكت على موقع قاعدة بيانات الفيلم (الإنجليزية)
- بروكس بنيديكت على موقع كينوبويسك (الروسية)